# Кампоманенте (Авелино)
Кампоманенте је насеље у Италији у округу Авелино, региону Кампанија.
Према процени из 2011. у насељу је живело 60 становника. Насеље се налази на надморској висини од 332 м.